# Chien de perdrix de Drente
Le chien de perdrix de Drente (en néerlandais : Drentse Patrijshond) appelé aussi épagneul à perdrix de Drente et épagneul hollandais de Drente est une race de chien d'arrêt originaire des Pays-Bas appartenant au 7e groupe de la Fédération cynologique internationale. C'est un épagneul de taille moyenne, au long poil lisse de couleur marron, noire ou orange marqué de blanc. Il ressemble au chien d'arrêt frison.

## Historique
L'origine de la race commence au XVIe siècle avec les spioenen ou spaniolen, chiens espagnols venus aux Pays-Bas en passant par la France. Dans l’est du pays et notamment dans la province de Drenthe, les chiens ont été élevés en race pure sans aucun mélange avec d’autres races étrangères. Le 15 mai 1943, la race est reconnue par le Raad van Beheer op Kynologisch Gebied in Nederland et le Nederlandse Vereniging de Drentsche Patrijshond, club de la race est créé le 5 juin 1948. Le projet est encouragé par la Baronne van Hardenbroek et par Messieurs van Heek junior et Quartero. La race est apparentée au petit épagneul de Münster et à l'épagneul français,.

## Standard

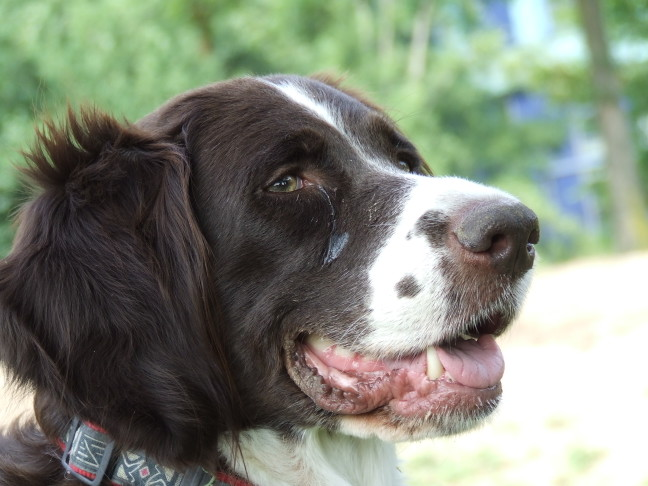
Portrait d'un chien de perdrix de Drente.

Le chien de perdrix de Drente est un épagneul bien proportionné, à la musculature sèche. Le corps doit refléter la puissance et aussi la capacité de courir à la vitesse qui convient à un chien de chasse. La longueur du corps est légèrement supérieure à la hauteur au garrot. La queue atteint le jarret. Le museau est en forme de coin ; il est de longueur légèrement inférieure à celle du crâne. Les lèvres sont assez sèches et non pendantes. Bien séparés l’un de l’autre, les yeux sont de grandeur moyenne et de forme ovale, de couleur ambre. Attachées haut, les oreilles tombent bien accolées à la tête sans former de plis. Assez longues, elles atteignent presque l’extrémité de la truffe lorsqu'elles sont étirées. Larges à l’attache, elles finissent en pointe émoussée.
Le poil est mi-long, lisse ou ondulé mais jamais bouclé. Les oreilles, le cou et la poitrine sont bien fournies. Il forme des franges aux membres antérieurs et postérieurs. La queue est touffue et abondamment fournie de tous côtés. La robe est blanche avec des plages marron, mouchetée ou non. Les oreilles sont marron, comme le poil autour des yeux. Les robes présentant un mélange de poils marron et de poils blancs, avec ou sans marques, sont moins recherchées de même que les robes à manteau.

## Caractère
Le chien de perdrix de Drente est décrit dans le standard FCI comme doux, fidèle et intelligent. Le dressage doit se faire en douceur.

## Utilité

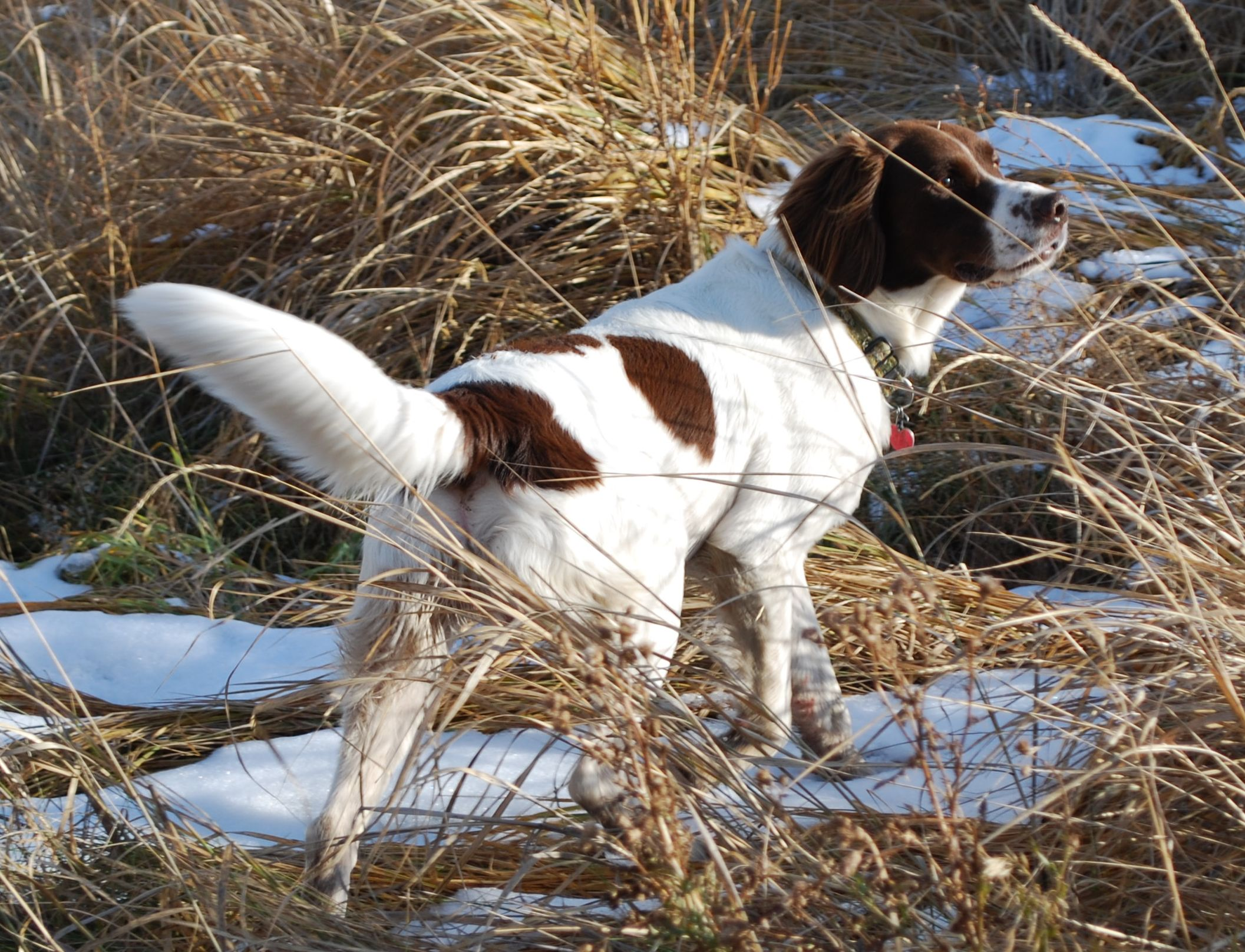
Chien de perdrix de Drente marron et blanc lors d'une séance de chasse dans l'Idaho.

Le chien de perdrix de Drente est un chien d'arrêt. Il s'adapte à tous les terrains, en plaine et au marais. Il travaille en restant en contact avec le chasseur, à portée de fusil. Pendant la quête, la queue décrit un mouvement circulaire, de plus en plus rapide lorsqu'il s'approche du gibier,. Lorsqu’il est près du gibier, le chien de perdrix de Drente attend que le chasseur s’approche et lorsque celui-ci tarde, il tourne la tête pour le chercher des yeux. C'est un bon chien de rapport. 
Le chien de perdrix de Drente est également un bon chien de compagnie.